# Synanthedon olenda
Synanthedon olenda is een vlinder uit de familie wespvlinders (Sesiidae), onderfamilie Sesiinae.
Synanthedon olenda is voor het eerst wetenschappelijk beschreven door Beutenmüller in 1899. De soort komt voor in het Afrotropisch gebied.